# Первомайский (Левокумский район)
Первома́йский — хутор в составе Левокумского района (муниципального округа) Ставропольского края России. 
До 16 марта 2020 года входил в состав сельского поселения Заринский сельсовет.

## Варианты названия
- Касаевский
- Касаевский (Касанский)
- Касайский
- Кассай[4]

## География
Расстояние до краевого центра: 202 км.
Расстояние до районного центра: 11 км.

## История
В 1960 году указом Президиума Верховного Совета РСФСР хутор Касайский переименован в Первомайский.
До 18 октября 1990 года посёлок входил в Бургун-Маджарский сельсовет. 18 октября 1990 года Президиум Ставропольского краевого Совета народных депутатов решил «Образовать в Левокумском районе Заринский сельсовет с центром в посёлке Заря, включив в его состав посёлок Заря и хутор Первомайский, выделенные из Бургун-Маджарского сельсовета этого же района».
См. История хутора

## Население
| 1989 | 2002 | 2010 | 2014 | 2022 |
| ---- | ---- | ---- | ---- | ---- |
| 189  | ↗245 | ↘225 | ↘100 | ↗233 |

По данным переписи 2002 года в национальной структуре населения русские составляли 47 %, езиды — 27 %.
По данным переписи 2020 года в национальной структуре населения даргинцы составляли 31,68 %

## Инфраструктура
- Фельдшерско-акушерский пункт[13]